# Закон Ханны
«Закон Ханны» (англ. Hannah's Law) — американский телевизионный фильм в жанре вестерн режиссёра Рэйчел Талалэй. Снят по заказу канала Hallmark в 2012 году. Главные роли исполнили Сара Каннинг и Джон Пайпер-Фергюсон.

## Сюжет
События фильма начинаются в 1866 году, в городе Абилин, штат Техас. Охотница за головами Ханна Бомонт выходит на след главаря банды преступников Фрэнка МакМёрфи. Банда МакМёрфи в прошлом жестоко расправилась с семьёй Ханны: родителями и младшим братом. Ханна, которая горит желанием отомстить, предав бандитов правосудию, выясняет, что её брат на самом деле жив.

## В ролях
- Сара Каннинг — Ханна Бомонт
- Джон Пайпер-Фергюсон — Фрэнк МакМёрфи
- Кэмерон Бэнкрофт — Джеймс Бомонт
- Дэнни Гловер — Айсом Дарт
- Грейстон Холт — Уайетт Эрп
- Райан Кеннеди — Генри «Док» Холидей
- Кимберли Элиз — Мэри
- Билли Зейн — Локвуд
- Брендан Флетчер — Захария Стич

## Отзывы
Нил Генцлингер из The New York Times в целом дал фильму положительную оценку. Лора Фрайс из издания Variety дала романтичному вестерну Рэйчел Талалэй ироничное названием «Пятьдесят оттенков пыли».